# Чемпіонат світу з кросу 2009
Чемпіонат світу з кросу 2009 був проведений 28 березня в Аммані.
Місце кожної країни у командному заліку у кожному забігу визначалося сумою місць, які посіли перші четверо спортсменів цієї країни.

## Чоловіки
| Першість | Золото                                                                             | Золото                    | Срібло                                                                                            | Срібло                | Бронза                                                                                                | Бронза                |
| -------- | ---------------------------------------------------------------------------------- | ------------------------- | ------------------------------------------------------------------------------------------------- | --------------------- | --- | --------------------- |
| Особиста | Гебрегзіабхер Гебремаріам Ефіопія                                                  | 35.02                     | Мозес Кіпсіро Кенія                                                                               | 35.04                 | Зерсенай Тадесе Еритрея                                                                               | 35.04                 |
| Командна | КеніяЛеонард Комон Метью Кісоріо Марк Кіптоо Мозес Мозоп Мангата Ндіва Лінус Чумба | 28 очок4 6 7 11 (14) (25) | ЕфіопіяГебрегзіабхер Гебремаріам Хабтаму Фідаку Месфін Алему Феїса Лілеса Діно Сефер Тадессе Тола | 281 5 10 12 (15) (17) | ЕритреяЗерсенай Тадесе Теклемаріам Медін Самуель Цегай Самсон Кіфлемаріам Іссак Сібхату Кідане Тадесе | 503 9 16 22 (24) (55) |

| Першість | Золото                                                                          | Золото                   | Срібло                                                                                | Срібло              | Бронза                                                                                             | Бронза                  |
| -------- | ------------------------------------------------------------------------------- | ------------------------ | ------------------------------------------------------------------------------------- | ------------------- | -------------------------------------------------------------------------------------------------- | ----------------------- |
| Особиста | Аєле Абшеро Ефіопія                                                             | 23.26                    | Тітус Мбішеї Кенія                                                                    | 23.30               | Мозес Кібет Уганда                                                                                 | 23.35                   |
| Командна | КеніяТітус Мбішеї Пол Тануї Джафет Корір Джон Кіпкоеч Джон Черуйот Чарльз Кібет | 20 очок2 4 5 9 (10) (13) | ЕфіопіяАєле Абшеро Аталай Їрсав Гашау Біфту Дебебе Толосса Легесе Ламісо Єтвале Кенде | 221 6 7 8 (16) (32) | ЕритреяГойтом Кіфле Мулуе Андом Насір Давуд Мерхаві Тадесе Гебребрхан Тесфамаріам Абрахам Тевельде | 7214 18 19 21 (33) (34) |

## Жінки
| Першість | Золото                                                                                     | Золото                   | Срібло                                                                                     | Срібло               | Бронза                                                                                  | Бронза                 |
| -------- | ------------------------------------------------------------------------------------------ | ------------------------ | ------------------------------------------------------------------------------------------ | -------------------- | --------------------------------------------------------------------------------------- | ---------------------- |
| Особиста | Флоренс Кіплагат Кенія                                                                     | 26.13                    | Лінет Масаї Кенія                                                                          | 26.16                | Меселеч Мелкаму Ефіопія                                                                 | 26.19                  |
| Командна | КеніяФлоренс Кіплагат Лінет Масаї Лінет Чепкуруї Енн Мвангі Інесс Ченонге Полін Коріквіанг | 14 очок1 2 4 7 (10) (11) | ЕфіопіяМеселеч Мелкаму Вуде Аялеу Гелете Бурка Маміку Даска Сентаєху Еджігу Корене Джеліла | 283 5 8 12 (14) (30) | ПортугаліяДульсе Фелікс Сара Морейра Ана Діаш Аналія Роза Елізабете Лопеш Інеш Монтейру | 7215 16 19 22 (64) DNF |

| Першість | Золото                                                                                    | Золото                  | Срібло                                                                                      | Срібло              | Бронза                                                                          | Бронза                  |
| -------- | ----------------------------------------------------------------------------------------- | ----------------------- | ------------------------------------------------------------------------------------------- | ------------------- | ------------------------------------------------------------------------------- | ----------------------- |
| Особиста | Гензебе Дібаба Ефіопія                                                                    | 20.14                   | Мерсі Чероно Кенія                                                                          | 20.17               | Джаклін Чепнгено Кенія                                                          | 20.27                   |
| Командна | ЕфіопіяГензебе Дібаба Ферхівот Гошу Суле Утура Емебет Антенех Месерет Менгісту Цега Гелеу | 18 очок1 4 6 7 (9) (12) | КеніяМерсі Чероно Джаклін Чепнгено Неллі Нгеїйво Гільда Тануї Джаклін Чебії Делвін Мерінгор | 182 3 5 8 (10) (16) | ЯпоніяІдзава Нанака Ікеда Еріка Като Асамі Одагірі Акі Сібата Тітосе Кмеяма Емі | 7617 18 20 21 (22) (37) |

## Медальний залік
| Місце               | Країна              | Золото | Срібло | Бронза | Загалом |
| ------------------- | ------------------- | ------ | ------ | ------ | ------- |
| 1                   | Кенія               | 4      | 4      | 1      | 9       |
| 2                   | Ефіопія             | 4      | 3      | 1      | 8       |
| 3                   | Уганда              | 0      | 1      | 1      | 2       |
| 4                   | Еритрея             | 0      | 0      | 3      | 3       |
| 5                   | Португалія          | 0      | 0      | 1      | 1       |
| 5                   | Японія              | 0      | 0      | 1      | 1       |
| Загалом (6 збірних) | Загалом (6 збірних) | 8      | 8      | 8      | 24      |

## Українці на чемпіонаті
Четвертий чемпіонат поспіль українські кросмени участі в світовій першості з кросу не брали.

## Відео
- Підсумки чемпіонату на YouTube